# Georgianna Robertson
Georgianna Robertson (Port Maria, 23 marzo 1972) è una supermodella giamaicana.

## Biografia
Georgianna Robertson si trasferisce a New York a 12 anni, ha 2 fratelli minori e 3 sorelle e una di queste, Stephanie Robertson, è una top model.
È una delle modelle preferite di Yves Saint Laurent, ha sfilato anche per Jean Paul Gaultier, Ralph Lauren, Carolina Herrera, Chanel, Dos Mares, Peter Aedo, Jacques Fath e Thierry Mugler.
Inoltre sfilò per Victoria's Secret nel 1997. Comparve in numerose copertine di Elle e Vogue.
Fece numerose campagne pubblicitarie per Cartier, Courreges, La Redoute, Liz Claiborne, L'Oreal, Lancôme, Maybelline, Ralph Lauren, Rene Lezard e Yves Saint Laurent.
È inoltre comparsa nei video musicali Here Comes the Hotstepper di Ini Kamoze e When Robbins Will Sing di Stevie Wonder.
Possiede anche una sua collezione di costumi da bagno chiamata Georgianna Robertson.

### Agenzie
- Slides Models[1]
- Fotogen Model Agency[1]
- Model Management - Amburgo[1]
- Heffner Management[1]
- D1 Models[1]
- Body & Soul Model Agency - Vienna[1]